# روبن أوليفيرا
روبن أرييل أوليفيرا دا روزا (بالإسبانية: Rubén Ariel Olivera da Rosa)، من مواليد 5 ابريل 1983 في مونتيفيديو في أوروغواي،
بدأ مسيرته الكروية مع نادي دانوبيو في موسم 2001/2002، ولعب معهم 37 مباراة وسجل 21 هدف، وفي عام 2003 انتقل إلى نادي يوفنتوس الإيطالي، ولعب معهم 3 مباريات، وفي عام 2004 أعير إلى نادي أتلتيكو مدريد الإسباني، ولعب معهم مباراتين، وفي عام 2004 عاد إلى نادي يوفنتوس الإيطالي، ولعب معهم حتى عام 2006، وشارك معهم في 18 مباراة وسجل 4 أهداف، وفي عام 2006 أعير إلى نادي سامبدوريا.

## الأنجازات
- بطولة الدوري الإيطالي مرة واحدة(2002-03)
- كأس السوبر الإيطالية مرة واحدة (2003)
- بطولة الدوري أوروغواي مرة واحدة (2001)
- 22 مباراة دولية مع منتخب بلاده

## وصلات خارجية
- روبن أوليفيرا على موقع الاتحاد الدولي (مؤرشف)  (الإنجليزية)
- روبن أوليفيرا على موقع قاعدة بيانات كرة القدم.إي يو (الإنجليزية)
- روبن أوليفيرا على موقع ناشيونال فوتبول تيمز (الإنجليزية)
- روبن أوليفيرا على موقع Soccerway.com (الإنجليزية)
- روبن أوليفيرا على موقع عالم كرة القدم.نت (الإنجليزية)
- روبن أوليفيرا على موقع AS.com (الإسبانية)
- روبن أوليفيرا على موقع GSA (الإنجليزية)

- Ruben Olivera profile with statistics and timeline
- Ruben Olivera profile – myjuve.it